# Escut d'Aguascalientes
L'Escut d'Aguascalientes és l'escut d'armes de l'estat mexicà d'Aguascalientes.

## Descripció
La descripció oficial de l'escut és la següent, segons el Decret número 13.661 del Congrés de l'Estat d'Aguascalientes:
| « | Escut tallat i mig partit; 1r d'atzur, verge Maria de plata cabellada d'or, sostinguda per 2 àngels de plata cabellats d'or i acompanyat per una font de plata sostinguda sostinguda de flames de gules en destra i una boca de gules somada d'una cadena trencada d'or; 2n de plata, una presa somada d'un raïm de raïm de porpra fullada de sinople; 3r or, una abella d'or i atzur amb el vol de plata envoltada d'una roda dentada d'atzur; bordura general d'atzur. | » |

## Escuts i emblemes històrics
El símbol és utilitzat per tots els successius règims de l'Estat d'Aguascalientes, en diferents formes.

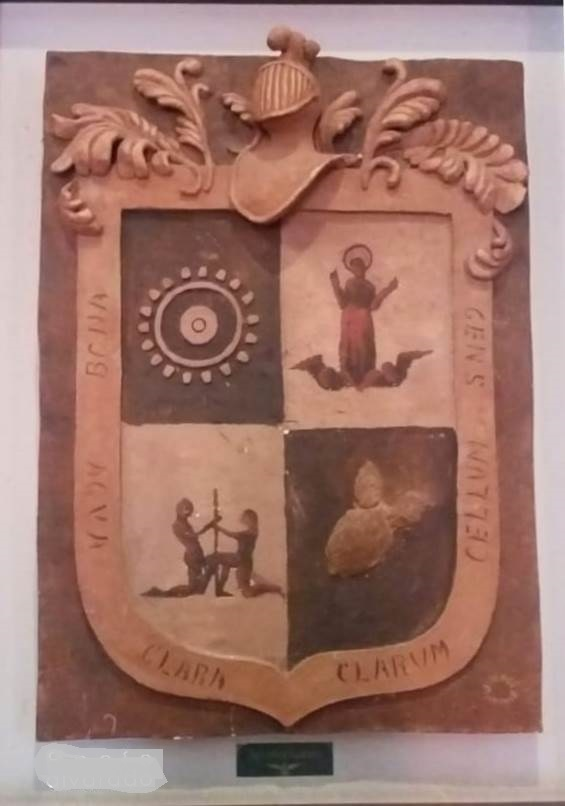
Escut de 1846.
Escut de 2005.